# Helius (Eurhamphidia) fuscofemoratus
Helius (Eurhamphidia) fuscofemoratus is een tweevleugelige uit de familie steltmuggen (Limoniidae). De soort komt voor in het Oriëntaals gebied.